# Prinzenhof (Delft)

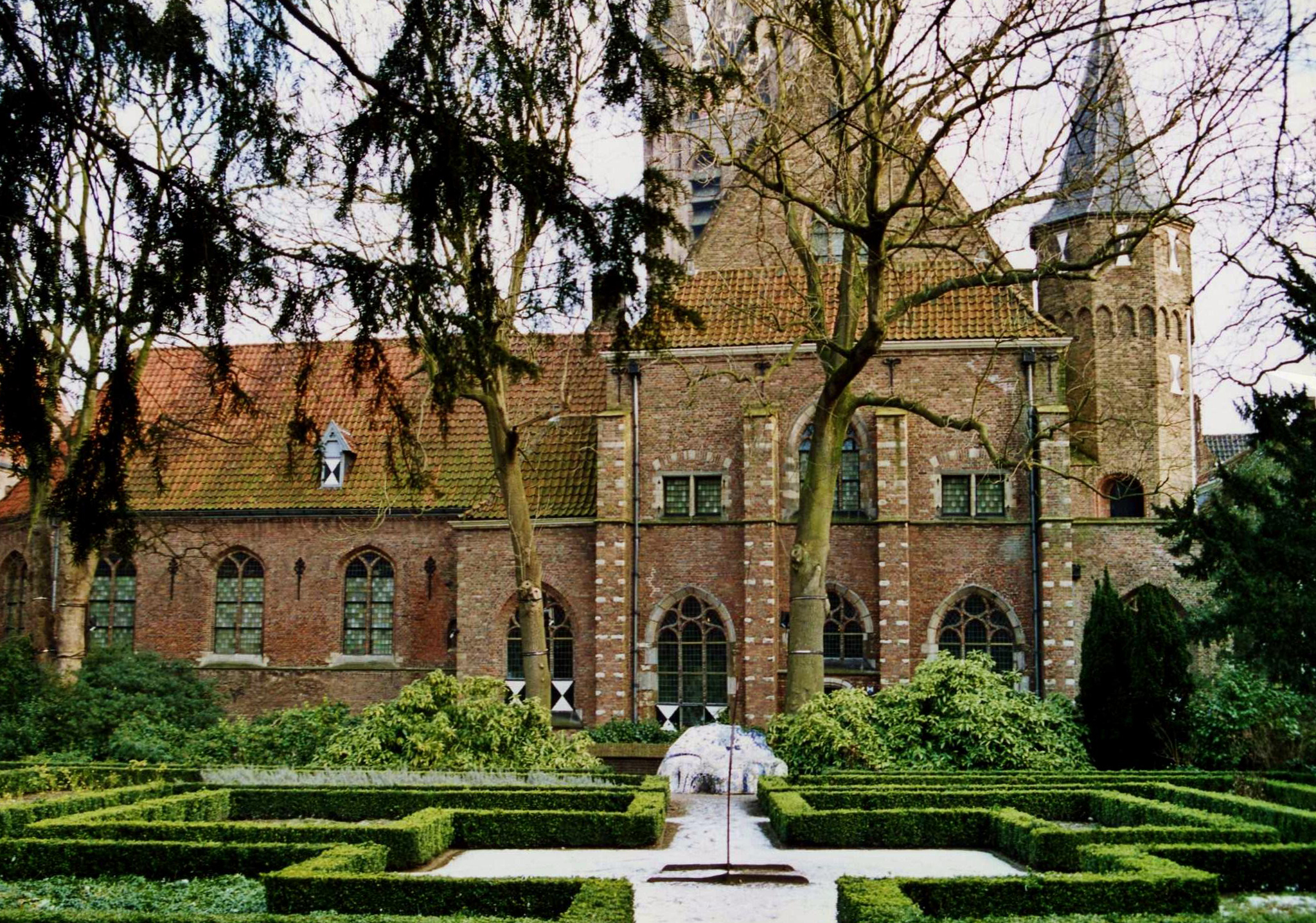
Prinzenhof Delft, Innenhof

Der Prinzenhof in Delft ist ein Museum, das sich in einem ehemaligen Kloster befindet. Seinen Namen bekam der Gebäudekomplex von Wilhelm von Oranien, der hier von 1572 bis zu seiner Ermordung 1584 residierte.

## Sint Agathaklooster

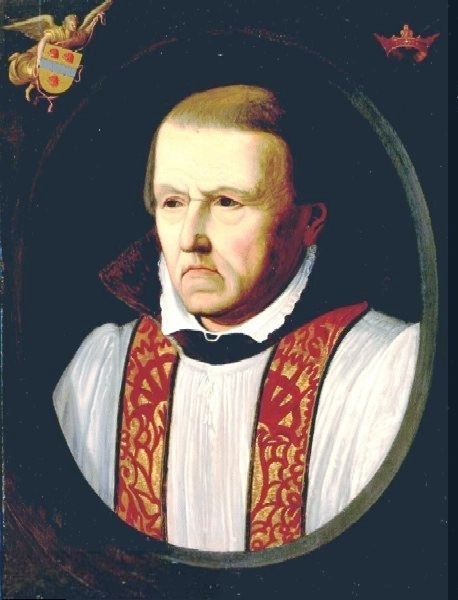
Cornelis Musius (1500–1572), letzter Rektor des Klosters

Um 1380 sammelten sich um den Priester Jacob Jan mehrere Frauen, die ihr Leben Gott weihen wollten. Sie lebten zunächst in großer Armut, was sich änderte, als die wohlhabende Witwe Alijd Buser den Schwestern beitrat und deren erste Oberin wurde. Unter ihrer Leitung wurde die stetig wachsende Schwesterngemeinschaft, die ihren Unterhalt durch Spinnen und Weben bestritt, 1404 offiziell zum Sint Agathaklooster erhoben. Der Klosterkomplex kam durch eine Stiftung an die Tertiarissen, denen in der Folge immer mehr Frauen vornehmer Herkunft beitraten. Die Frauen gaben dazu ihren Besitz an das Kloster ab, so dass dessen Reichtum und Größe stetig zunahm. Es fungierte daher auch als angemessene Unterkunft für hochgestellte Gäste der Stadt Delft.
Seit Anfang des 16. Jahrhunderts nahmen die Auseinandersetzungen zwischen calvinistischen Niederländern und den katholischen Spaniern, die die Provinzen beherrschten, an Gewalttätigkeit zu.
Den Bildersturm 1566 überstand das Kloster zwar unbeschädigt, doch 1572 wurde sein letzter Rektor Cornelis Musius in Leiden hingerichtet. Im gleichen Jahr wurde das Kloster durch die Staten van Holland konfisziert und an ihren Führer Wilhelm von Oranien übergeben, da dieser einen sicheren Wohnort für sich und seine Familie benötigte. Die verbliebenen Nonnen durften bleiben; sie wurden im Südflügel untergebracht, dem heutigen Museum Nusantara. Die letzte Nonne starb 1640.

## Residenz des Statthalters

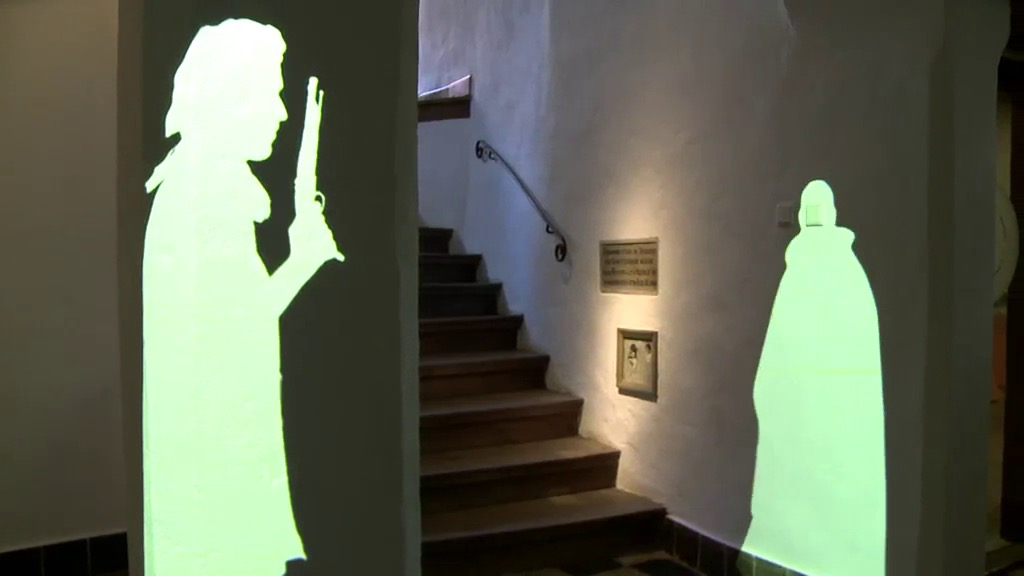
Nachstellung des Attentates im Historischen Saal des Museums; im Hintergrund die Einschusslöcher

Bis auf den südlichen Flügel und die Kapelle (später Waalse Kerk) wurde der Gebäudekomplex für den Anführer der Aufständischen und sein Gefolge hergerichtet. Da Wilhelm durch ein Erbe an das Fürstentum Orange gelangt war, trug er den Titel Prinz, so dass die neue Residenz Prinzenhof genannt wurde. Seine Wohn- und Schlafräume befanden sich im ersten Stock an der Ecke zur Oude Delft; von dort konnte er auf die Oude Kerk blicken.
Hier wurden zwei seiner Kinder geboren, zuletzt von seiner vierten Ehefrau Louise de Coligny der spätere Statthalter Friedrich Heinrich. Ein halbes Jahr später fiel Wilhelm von Oranien im Juli 1584 an der für ihn neu gebauten Treppe einem Attentat zum Opfer. Die Spuren des Mordes, Einschusslöcher an der Wand der Treppenhalle, sind immer noch zu sehen.
Nach seinem Tod wurde der Gebäudekomplex noch einige Zeit von der Familie des Statthalters genutzt.

## Weitere Nutzung
Die Stadtverwaltung von Delft nutzte die Gebäude des Prinzenhofes noch im 17. Jahrhundert zeitweise als Pack- und Gewandhäuser und für die Gerberei. Der Speisesaal diente zunächst als Empfangs- und Festhalle; im 18. Jahrhundert übte hier zudem das Delfter Collegium Musicum. 1776 wurde im Prinzenhof die Lateinschule eröffnet. Doch ab 1795 musste die Schule häufig die Räumlichkeiten wechseln, da das Militär immer mehr Platz für seine Zwecke forderte. 1807 verließ die Lateinschule den Prinzenhof; der Komplex war nun vollständig zur Kaserne geworden.

## Museum
Langsam wuchs das Bewusstsein um die historische Bedeutung des Prinzenhofes. Zum 300-jährigen Todestag Wilhelms von Oranien wurde eine Ausstellung im Historischen Saal – der sogenannten Mordhalle – und dem Speisesaal gezeigt. In der Folge wurden beide Räume restauriert und 1887 als Rijksmuseum ‘De Historische Zaal van het Prinsenhof’ der Öffentlichkeit zugänglich gemacht. Dem angeschlossen wurde 1894 der Kapitelsaal und 1899 das Geschoss über dem Historischen Saal. 1906 wurde hier auch die Sammlung des 1897 gegründeten Delfter Gemeindemuseums untergebracht. Das Militär zog sich indessen bis 1925 nach und nach vollständig zurück. Seitdem hat der Gebäudekomplex seine Funktion als Stedelijk Museum Het Prinsenhof behalten. Nach einer grundlegenden Erneuerung wurde es unter dem Namen Museum Prinsenhof Delft im Mai 2014 durch König Willem-Alexander wiedereröffnet. Es zeigt seitdem neben Sammlungen zu den Themenbereichen Wilhelm von Oranien und Gründung der Republik auch Kunstwerke aus dem 16. und 17. Jahrhundert (Meesters in innovatie) sowie zahlreiche Fayencen Delfter Blau. Es finden dort auch regelmäßig wechselnde Ausstellungen statt.